# Chiesa dei Santi Filippo e Giacomo (Venezia)
La chiesa e il convento dei Santi Filippo e Giacomo (noti anche come Sant'Apollonia) sono un complesso di edifici dismessi dall'uso originario di Venezia situato sul Rio di palazzo a est del Palazzo Ducale e della Basilica di San Marco. L'ex convento è ora sede del Museo diocesano di Arte sacra.

## Storia
Le origini del complesso sono alquanto nebulose: si tramanda di una chiesa già esistente nel X secolo ma le prime notizie storiche riportano che i benedettini del abbazia dei Santi Felice e Fortunato di Ammiana costruirono il convento dei Santi Filippo e Giacomo nel 1150 e dieci anni dopo furono autorizzati a ricostruire la chiesa di Santa Scolastica annessa al convento, che era stata devastata dal rovinoso incendio del 1105. Le cronache nominano le 23 chiese distrutte da quelle fiamme senza nominare quella dei Santi Filippo e Giacomo, cosa che ha fatto supporre che non fosse ancora stata costruita a quella data, Ad ogni modo Innocenzo III in sua bolla del 1199 menziona tra le proprietà dell'abbazia «le Chiese de Santi Filippo e Giacomo e di Santa Scolastica nella Diocesi di Castello».
Altrettanto incerta è la datazione del nome aggiuntivo di Sant'Apollonia collegato a una confraternita devota ad alcune reliquie della santa conservate nel convento; certamente dall'inizio del Quattrocento esisteva una Scuola dei linaioli intitolata alla santa con un altare nella chiesa e un vicino oratorio, ormai scomparso.
Nel 1419 i benedettini dovettero abbandonare Ammiana, ormai invivibile, e si trasferirono a Venezia in questo convento. Abbandonato il convento d'origine ed essendo questo ormai abitato dal solo abate, in assenza di altri religiosi, nel 1472 papa Sisto IV, accogliendo la richiesta del doge Nicolò Tron, ne annullò l'ereditata dignità abbaziale e trasferì le proprietà e i benefici alla basilica di San Marco: da allora divenne sede del primcerio di San Marco.
Tra la fine del Quattrocento e l'inizio del Cinquecento, Giorgio Spavento, proto della procuratoria di San Marco, eseguì alcuni lavori di ristrutturazione della chiesa. Nel 1579 venne istituito nel convento il seminario ducale destinato a formare l'esclusivo clero di San Marco e trasferito nel 1591 a San Nicolò di Castello.
Nel 1683 vennero eseguiti alcuni restauri senza significativi cambiamenti nell'aspetto della chiesa; nel 1726 vennero rinnovati l'altare maggiore e l'organo.

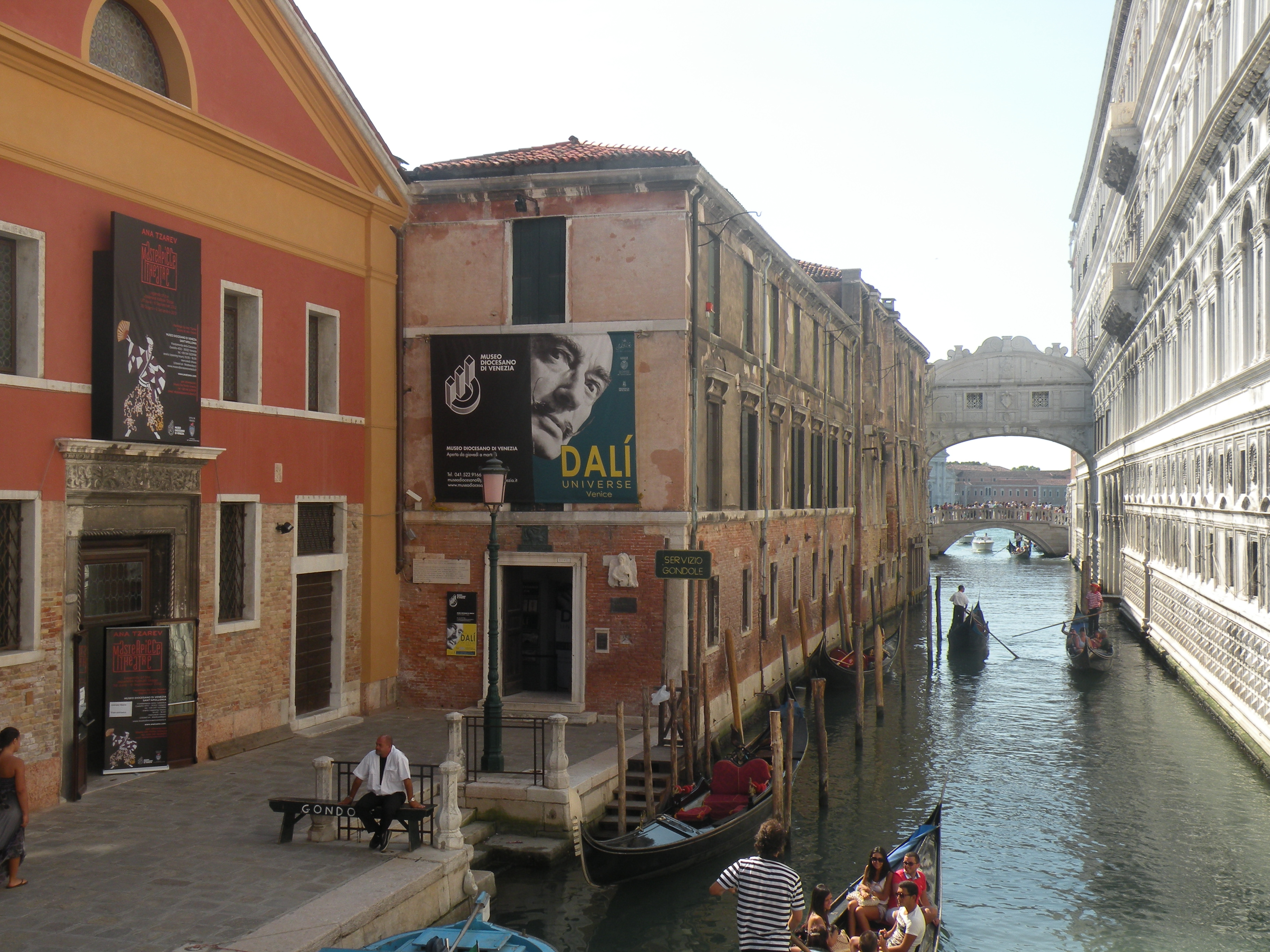
Aspetto attuale

Nel 1807 il complesso venne chiuso per effetto dei decreti napoleonici. La chiesa fu trasformata in linificio e divisa in due piani. Il convento venne assegnato in parte alla Commissione Dipartimentale del Censo e parzialmente rimase sede dell'ultimo primicerio di San Marco, Alvise Paolo Foscari, fino alla morte di questi nel 1810; nel 1828 il convento venne occupato completamente dal Tribunale Criminale, a cui successivamente fu aggiunto il Tribunale Civile. Tutti gli arredi e le suppellettili vennero liquidati nell'asta del 22 marzo 1808, le opere d'arte ebbero una sorte meno documentata: alcune furono destinate a nuove collocazioni, altre vennero disperse e perdute.
La cappella di Santa Scolastica, già in disuso da almeno un secolo, venne inglobata nei nuovi uffici senza che ne restasse traccia.
Nel 1967 si iniziò il restauro del convento e nel 1977 vi fu aperto il Museo Diocesano.

## Descrizione

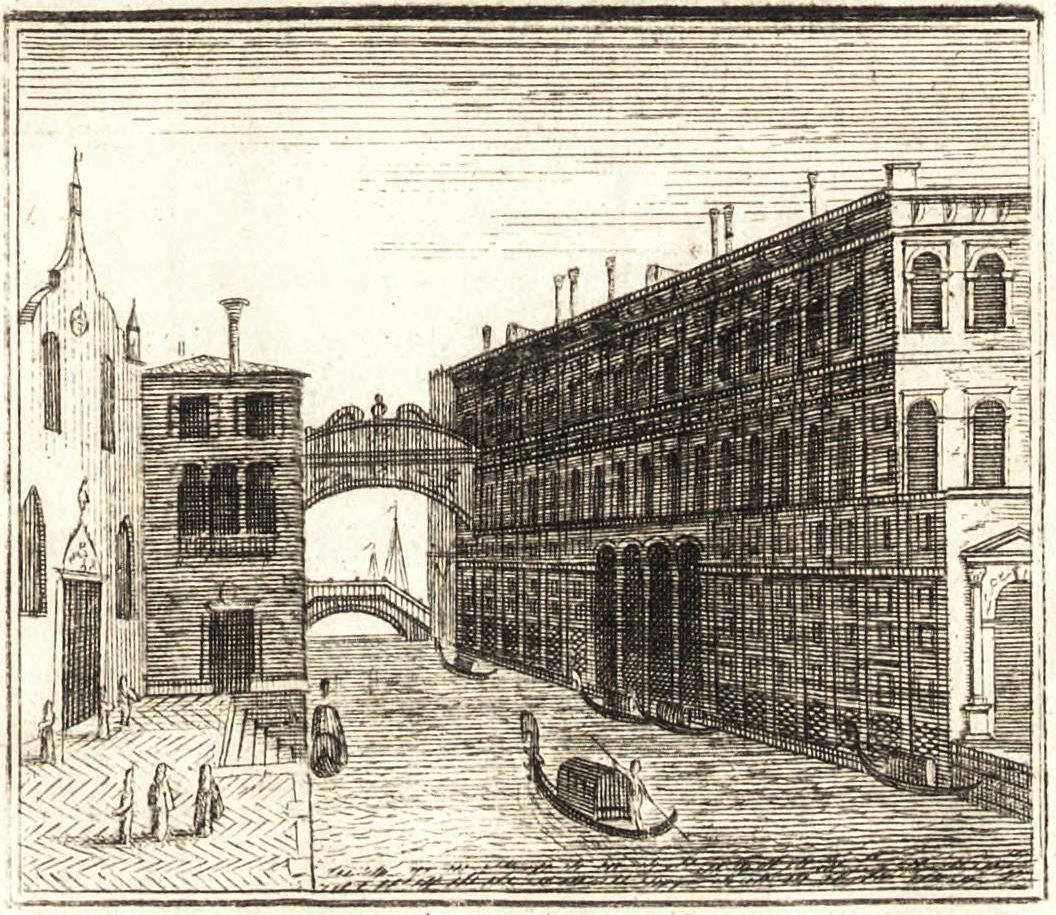
La chiesa nel XVIII secolo (Il forestiere illuminato, 1740)

### Esterno
Ancora percepibile l'origine chiesastica nel prospetto attuale della facciata sebbene profondamente modificata dopo la chiusura forzata nel 1807. Fino ad allora si presentava ancora nella sua struttura gotica con il coronamento mistilineo ornato da tre gugliette a edicola ed un grande portale con lunetta: così veniva rappresentata nella Venetie MD del 1500 e così ancora appare in un'illustrazione del Forestiere illuminato del 1775. Il profilo mistilineo era abbastanza caratteristico a nell'architettura tardogotica veneziana; sebbene solitamente se ne ritenga modello originario il duomo di Mantova, forse era stato anticipato nella vicina chiesa di San Geminiano. Un esempio che veniva considerato piuttosto rappresentativo tanto da essere indicato, prima del 1455, come modello da seguire per la realizzazione del coronamento della chiesa di San Gregorio. Disgraziatamente, a causa di ristrutturazioni o demolizioni, nessuno di questi esempi è ormai visibile, attualmente uno dei pochi riferimenti pertinenti a questi stilemi è la chiesa di Sant'Aponal.

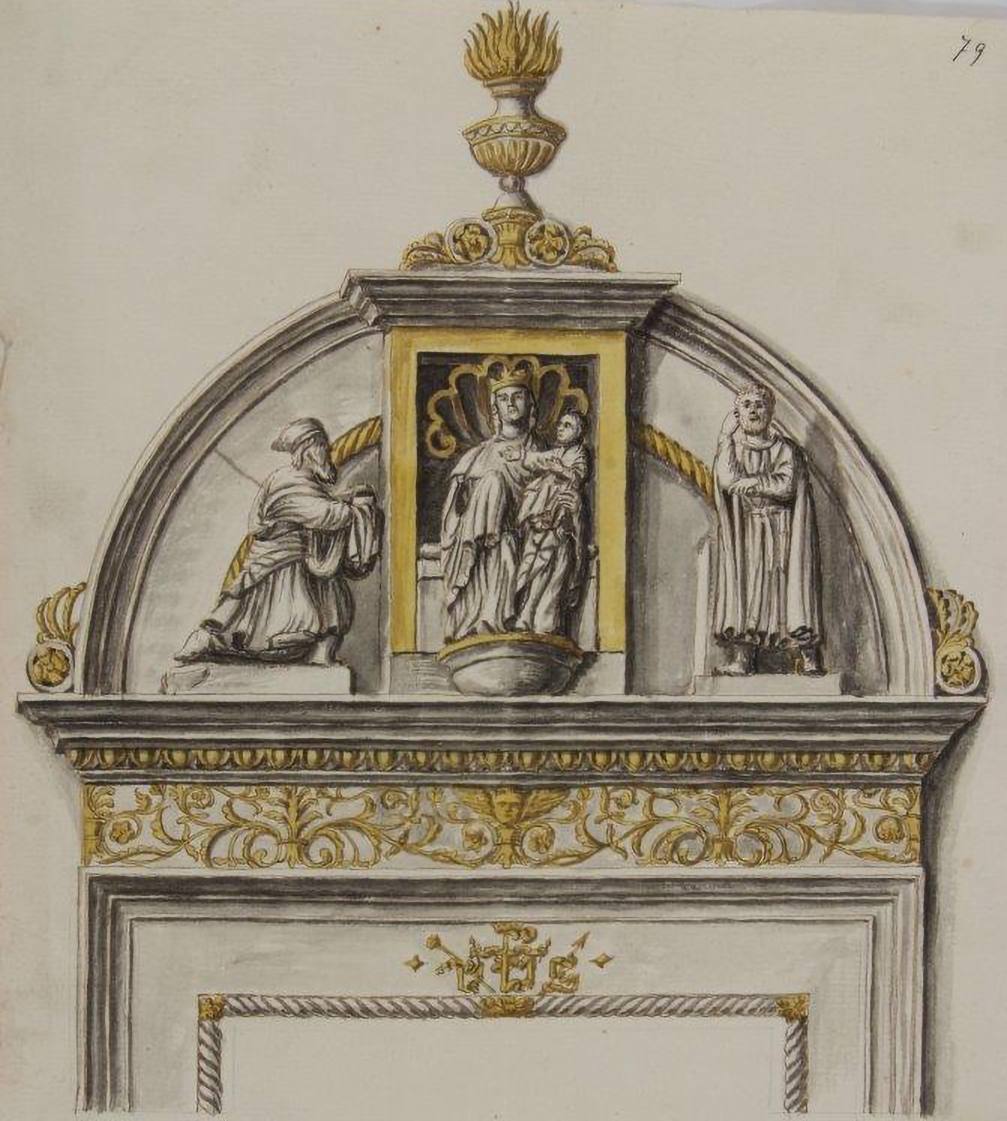
Giovanni Grevembroch, Portale della chiesa dei Santi filippo e giacomo, XVIII secolo

Il portale invece era stato modificato nel 1491 da Giorgio Spavento sistemando nella lunetta un gruppo di più antiche statue. L'assieme risultava dunque un'ibridazione di tardo gotico (il torciglione sugli spigoli dello stipite), gotico (le statue) e rinascimento (l'architrave e la cornice della lunetta con i relativi fregi). Attualmente rimangono solo gli stipiti con l'architrave riccamente decorato con motivi vegetali e il cornicione impostato sopra una modanatura a ovoli. Resta tuttavia una memoria della situazione originaria nella rappresentazione che ne fece Giovanni Grevembroch nella serie Monumenta Veneta ex antiquis ruderibus del 1759. Le antiche statue sono invece finite, dopo qualche peripezia, nella Pinacoteca Manfrediniana del seminario patriarcale. Si tratta di alcune figure – una Madonna col Bambino in trono affiancata da un Re Magio inginocchiato e da san Giuseppe – scolpite in pietra di Aurisina attorno al 1260 da un artista di scuola antelamica, con poche tracce della dipintura originale. Le statue facevano parte di un gruppo ben più ampio che narrava la Natività e l'Infanzia di Gesù. Secondo alcuni probabilmente era stato ornamento della pergula  di San Marco poi sostituita con il tramezzo dei fratelli Pierpaolo e Jacobello Dalle Masegne nel 1394; secondo altri decoravano la lunetta della porta da mar della basilica prima che a quel posto non venisse realizzata la cappella Zen,

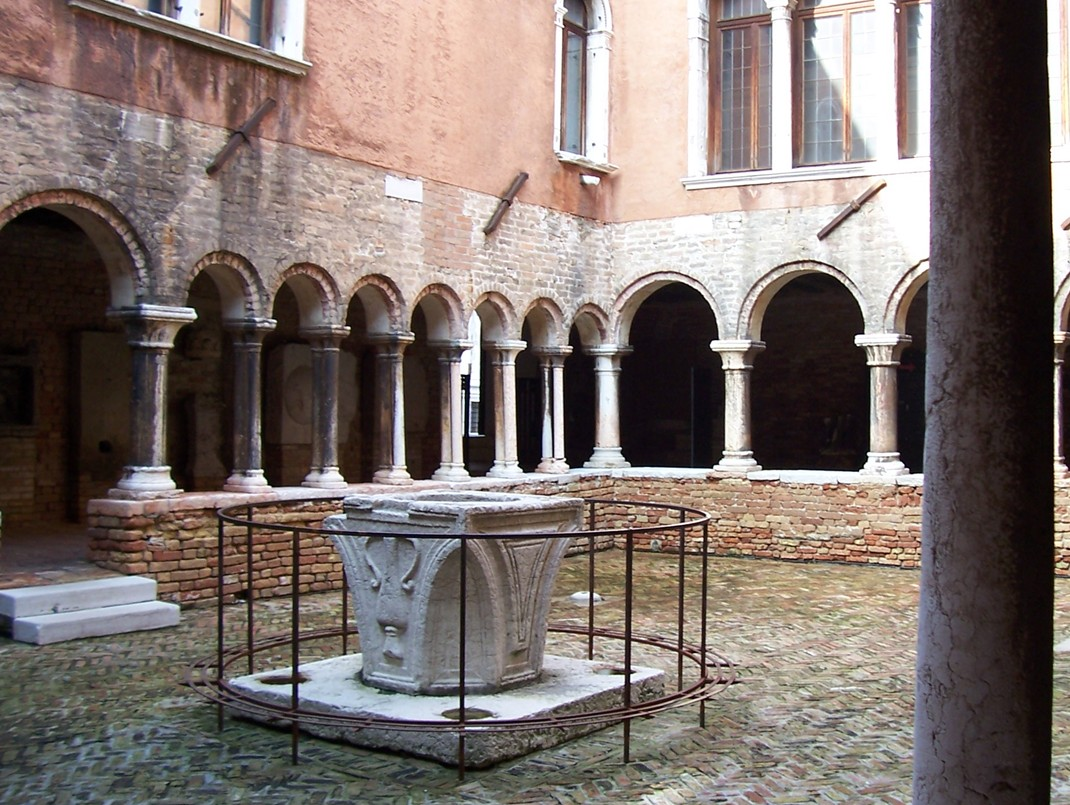
Il chiostro del convento

### Interni
Delle strutture più antiche rimane soltanto il piccolo chiostro detto di Sant'Apollonia col suo avvicendarsi di lati impostati su delicate colonne binate o su più massicce colone singole a sorreggere archetti a tutto sesto in laterizi.
Su come fossero organizzati gli interni di chiesa e cappella ci si può affidare soltanto alle notizie fornite dalle guide storiche. Boschini (1674) e poi Zanetti (1733) registrarono che nella piccola Cappella di Santa Scolastica vi era una serie di dipinti di Carlo Ridolfi: un'Annunciazione sull'altare e, nei pennacchi sotto la cupola, San Rocco, San Bernardino, San Lorenzo Giustiniani, oltre ad un altro che «non si conosce per esser guasto dal tempo». Martinelli ribadì, ma aggiunse che all'epoca (1684) la cappella era quasi dismessa, più tardi Zanetti (1771) non nominò più le opere qui contenute tra quelle del Ridolfi.
La chiesa era divisa in tre navate e tre cappelle absidali, complessivamente vi erano sei altari. Alle pareti erano numerosi dipinti autori tardo-manieristi, le antiche testimonianze di Boschini e Zanetti concordano, ma sono un po' confuse sulla loro distribuzione e su qualche attribuzione. Sull'altare maggiore era la pala con Cristo morto sorretto da angeli di Palma il Giovane, al lato destro del presbiterio era un'Adorazione dei Magi di Pietro Damini, nella cappella absidale sinistra dedicata dai Mercanti dell'Oro era la pala della Fuga in Egitto di Maffeo Verona o forse del Palma e a sinistra un Martirio di San Isidoro dipinto da Pietro Gradizzi. Sopra la porta che da destra portava alla sagrestia era un Martirio di San Giovanni Evangelista di Odoardo Fialetti. Sullo stesso lato erano un grande telero con il Martirio di Sant'Apollonia di Alvise dal Friso e un altro con Sant'Apollonia esposta al fuoco di Sante Peranda. Alla parete sinistra della chiesa era un Martirio di Santa Giustina del Palma seguito da un'altra pala non descritta di scuola palmesca.
Tutti i quadri risultano dispersi tranne i due supplizi di Sant'Apollonia del Benfatto e del Peranda (attualmente nella chiesa di Santa Maria degli Angeli a Murano il Cristo morto del Palma (attualmente nella chiesa di Ognissanti).